# Okhaldhunga (distrito)
Okhaldhunga é um distrito da zona de Sagarmatha, no Nepal.